# دوايت جيمس باوم
دوايت جيمس باوم (بالإنجليزية: Dwight James Baum)‏ هو مهندس معماري أمريكي، ولد في 1886 في Newville, New York ‏ في الولايات المتحدة، وتوفي في 1939.

## وصلات خارجية
- دوايت جيمس باوم على موقع أوليمبيديا (الإنجليزية)